# 康平県
康平県（こうへい-けん）は中華人民共和国遼寧省瀋陽市に位置する県。

## 地理
康平県は遼寧省北部、瀋陽市中心部より120kmに位置し、豊富な土地と自然資源に恵まれる。

## 歴史
清代まで康平地方は昌図府に属しており、1877年（光緒3年）に康家屯が設置された。1880年（光緒6年）、清朝は県の設置を決定、県治が康家屯に位置したことより康平県と命名された。
県設置当初は南は法庫門、西は蘇白地、東は遼河、北は鄭家屯までの6,100平方キロメートルの管轄範囲であったが、1902年（光緒28年）の遼源州の設置、1907年（光緒33年）の法庫撫民庁の設置により、南北地域はそれぞれ遼源及び法庫に移管され、行政管轄区域は約4,400平方キロメートルに縮小した。県設置後は人口の増加と軽工業の発達が見られ、各種工場やまた学校などが建設された。
辛亥革命により中華民国が成立すると1913年（民国2年）、康平県行政公署が設置され、知県は知事と改称され、奉天省洮昌道の管轄とされ、1923年（民国12年）の区村制の施行により、全県は8区、887村が整備された。1929年（民国18年）1月の易幟にともない国民政府の行政権が施行されると県行政公署は県政府と改称、知事も県長とされ、1931年（民国20年）には9区、55村に行政整理が行われた。民初の康平県は農業のみならず商工業での発展も見られた。
1931年（民国20年）9月18日、満洲事変が勃発すると遼寧省には日本軍が進駐、1932年（大同元年）には康平県も日本軍の実効支配をうけ、建国された満洲国において新たに設置された奉天省の管轄とされた。1934年（大同3年）には県西部が興安省に移管され行政区画は三分の一になっている。満洲国時代は県公署に日本人の参事官（後に副県長と改称）が派遣され、警察機構が強化されるなどの行政整備が進められ治安は安定、人口も増加し県内の農業は大きく発展した。
1945年（民国34年）8月、日本の敗戦に伴い満洲国も崩壊、9月には国民党書記であった崔質朴を首班とする康平県臨時党部と、地方士紳であった鄭欣、劉叙五により康平県地方治安維持会がそれぞれ設立される二重行政構造が創出されたが、10月には共産党の指揮する冀熱遼軍区特務第五団が康平に進駐、治安維持会が組織した保安隊を公安隊に改称しその実効支配を強めると国民党臨時党部は逃亡、11月下旬に邱含光、羅斌儒、呉斌による康平県民主政府（県長：邱含光）が成立、治安維持会は解散すると同時に、中国共産党康平県委員会が組織され張培華が書記に就任した。
その後の国共内戦の部隊となった康平県は1946年8月に国民党71軍により占拠、9月には国民党康平県政府が成立しているが、1947年11月には再び共産党軍（遼吉1分区主力部隊）が奪回、解放区とされた。
1949年10月、中華人民共和国が成立、翌年には康平県民主政府を康平県人民政府に改称している。その後は農業を中心とした経済政策が実施された。1958年に開始された大躍進と人民公社化運動では、同年9月に康平県人民公社が成立し急進的な経済政策が推進された結果県内の経済は疲弊、1966年に文化大革命が開始すると県内の政治的混乱は頂点に達した。
その後は1983年より農村の請負制の採用を契機とした農業中心の経済政策が推進され現在に至っている。1992年に鉄嶺市より瀋陽市に移管され、現在の行政機構が成立した。

## 経済
農業が主体の康平県では1人当たり5畝（ムー）の田畑を耕し、森林の面積は160万畝、材木の総括的な蓄積量は、210万立方m、休耕造林面積22万畝。しかし近年、境を接する内モンゴル自治区のカルチン高原からの風砂による被害や砂漠化の拡大により農地は荒廃し、最貧県のひとつとされ、農民の多くは出稼ぎで生計をたてている。植林による防砂、防風対策が行われている。
石炭埋蔵量6.8億t、石油埋蔵量1.8億t、天然ガス、メノウ、ホタル石、赤粘土などの鉱物資源に恵まれる。ほかに76か所の優良品質の天然鉱泉があって、ストロンチウムの含有量が2.54から3.20mgと世界的に良質な鉱石を産出する。

## 行政区画
3街道、5鎮、3郷、4民族郷を管轄する。
- 街道：勝利街道、北三家子街道、東関街道
- 鎮：小城子鎮、張強鎮、方家屯鎮、郝官屯鎮、二牛所口鎮
- 郷：北四家子郷、両家子郷、海洲窩堡郷
- 民族郷：沙金台モンゴル族満族郷、柳樹屯モンゴル族満族郷、西関屯モンゴル族満族郷、東昇満族モンゴル族郷

## 交通

### 道路
- 高速道路
  -  長深高速道路
  -  康瀋高速道路（中国語版）
  -  平康高速道路（中国語版）
- 国道
  -  G203国道（中国語版）